# Rainer Doppler
Rainer Doppler (* 23. August 1963 in Wien) ist ein österreichischer Schauspieler.

## Leben
Rainer Doppler wuchs in Wien auf und absolvierte ab 1986 eine Ausbildung zum Schauspieler an der Universität für Musik und Darstellende Kunst Graz, die er 1990 abschloss.
Anschließend zog es ihn nach Deutschland, wo er zwischen 1990 und 1993 Ensemblemitglied an den Bühnen der Landeshauptstadt Kiel, und von 1994 bis 2000 am Pfalztheater Kaiserslautern war.
2000 erfolgte die Rückkehr nach Österreich mit wechselnden Engagements unter anderem am Theater Drachengasse, am Waldviertler Hoftheater, am Theater an der Gumpendorfer Straße (TAG), dem Theater der Jugend, dem Dschungel Wien, dem Kosmostheater Wien, dem Theater Nestroyhof Hamakom, sowie eine langjährige Zusammenarbeit mit dem Kollektiv „ortszeit“ im Bereich Sitespezifisches Theater. Von 2010 bis 2012 war er Ensemblemitglied am Landestheater Niederösterreich.
Seit seinem Abgang aus St. Pölten hat sich Rainer Doppler vermehrt der Kameraarbeit zugewendet und wirkte in diversen Kino- sowie Fernsehfilmen und -serien mit.

## Filmographie (Auswahl)
- 2014: Ungehorsam
- 2015: CopStories
- 2016: SOKO Donau
- 2016: Schnell ermittelt
- 2016: CopStories – Weihnachtsfilm
- 2017: SOKO Kitzbühel
- 2017: Trakehnerblut
- 2017: Der Trafikant
- 2017: Walking On Sunshine
- 2018: Vorstadtweiber
- 2019: Der Fall der Gerti B.
- 2019: Die Toten von Salzburg – Schwanengesang
- 2019: Walking On Sunshine
- 2019: SOKO Donau
- 2019: Meiberger – Im Kopf des Täters
- 2020: Das Glück ist ein Vogerl
- 2020: Tatort – Verschwörung
- 2020: Blind ermittelt – Endstation Zentralfriedhof
- 2021: Landkrimi (Niederösterreich) – Vier (Fernsehreihe)
- 2021: Die Rothschilds – Aufstieg. Glanz. Verfolgung. (Dokudrama)
- 2021: Der Bozen-Krimi – Vergeltung
- 2022: SOKO Donau
- 2022: Landkrimi – Steirerangst (Fernsehreihe)
- 2023: Europas vergessene Sklavinnen – Prostitution und Frauenhandel um 1900 (Dokudrama)
- 2023: Kopftuchmafia
- 2024: Kafka (Fernsehserie)
- 2024: Die Fälle der Gerti B. (Fernsehserie)
- 2024: SOKO Linz – MC4C (Fernsehserie)
- 2024: Crystal Wall (Fernsehserie)
- 2024: Lasser ermittelt
- 2025: Auf der Walz – Drei Jahre und ein Tag (Fernsehfilm)